# Шафоростов, Павел Васильевич
Павел Васильевич Шафоростов (1913 год, Воробьёвка, Астраханская губерния, Российская империя — 1978 год) — табунщик, Герой Социалистического Труда (1947).

## Биография
Родился в 1913 году в селе Воробьёвка Астраханской губернии (сегодня — Приютненский район Калмыкии). В 1937 году вступил в колхоз имени Сталина (с 1961 — колхоз «Дружба») Приютненского района Калмыцкой АССР. Проработал в этом колхозе до выхода на пенсию. В 1942 году ушёл на фронт. В декабре 1944 года получил ранение и после госпиталя был демобилизован в 1945 году. Возвратился в родной колхоз, где стал работать старшим табунщиком.
В 1946 году вырастил 50 жеребят от 50 конематок. За высокие результаты по выращиванию лошадей был удостоен в 1947 году звания Героя Социалистического Труда.
В 1974 году вышел на пенсию.

## Память
- В Элисте на Аллее героев установлен барельеф Павла Шафоростова.

## Награды
- Герой Социалистического Труда — указом Президиума Верховного Совета СССР от 5 августа 1947 года;
- Орден Ленина (1947).